# Spermatogeneza
Spermatogeneza je kompleksan proces stvaranja spermatozoida koji se odvija u sjemenim kanalićima testisa. Cjelokupan proces spermatogeneze traje 72 dana. Ipak, ovakvi spermatozoidi još nisu sposobni za oplodnju. Da bi stekli pokretljivost i mogućnost da izvrše fertilizaciju potrebno je da prođu kroz epididimis gdje stiču te osobine, za što su potrebna dodatna 2 dana. Tek spermatozoidi koji se nalaze u repu epididima imaju sve osobine zrelih, pokretnih spermija. Iz epididima, spermatozoidi se kroz sjemenovod prenose do ampule sjemenovoda i sjemenih kesica. Pred ejakulaciju, procesom emisije sadržaj ovih struktura se izlučuje u zadnju uretru, a ejakulacijom se zahvaljujući ritmičkim kontrakcijama mišića međice sperma izlučuje van organizma. Sadržaj sjemenih kesica je bogat šećerom - fruktozom koji omogućava ishranu spermatozoida. Sadržaj sjemenih kesica je neophodan i za neutralizaciju kisele sredine koja postoji u vagini, a utječe i na zgrušavanje sperme neposredno poslije ejakulacije. Prostata je bogata enzimima koji stvoreni ugrušak razvodnjavaju a sadrži i cink, spermin i kiselu fosfatazu (prostatične markere) čija uloga nije u potpunosti poznata.